# Thomas T. Allsen
Thomas Theodore Allsen est un mongoliste et professeur d'histoire au Université du New Jersey (en) à Trenton (New Jersey), américain des États-Unis, né le 16 février 1940 et mort en février 2019.